# Волинське дербі
Воли́нське де́рбі — футбольне протистояння рівненського «Вересу» та луцької «Волині». Одне з найдавніших українських дербі.

## Історія
Всього команди зіграли 62 поєдинки.
Перший матч між цими командами відбувся 26 червня 1960 року у Луцьку, перемогу здобули рівняни («Волинь» — «Колгоспник» — 0:1).
Востаннє в офіційному поєдинку «Верес» та «Волинь» грали 25 травня 2021 року у чемпіонаті Першої ліги, волиняни перемогли — 2:1.
Варто відзначити, що рівняни частіше перемагали свого принципового суперника з великим рахунком: «Колгоспник» — «Волинь» — 4:0 (1962), «Авангард» — «Торпедо» — 4:0 (1977), «Авангард» — «Торпедо» — 5:1 (1978) та «Авангард» — «Торпедо» — 3:0 (1979).
У лучан розгромних перемог в офіційних матчах лише дві: «Волинь» — «Колгоспник» — 4:1 (1961) і «Торпедо» — «Авангард» — 4:0 (1985).
У чемпіонатах Незалежної України «Верес» та «Волинь» дотепер зустрічалися 10 разів. Шість матчів було зіграно у рамках вищої ліги. Ще чотири — у чемпіонаті першої ліги. Тут перевага також на боці лучан — п‘ять перемог, три поразки та дві нічиї. 

### Статистика протистоянь
Станом на 25 травня 2021 року
|                          | «Верес» | «Волинь»* |
| ------------------------ | ------- | --------- |
| Перемоги                 | 24      | 26        |
| Нічиї                    | 12      | 12        |
| Забиті м'ячі             | 78      | 72        |
| Різниця м'ячів           | +6      | −6        |
| Найбільша перемога       | 5:1     | 4:0       |
| Найрезультативніший матч | 5:1     |           |

* — статистика команди під назвою СКА (Львів), яка в 1972—1976 роках базувалася в Луцьку і виступала під назвою СК «Луцьк» не враховується.

### Всі матчі
| №  | Дата       | Господарі          | Гості              | Результат | Турнір                             | Автори голів                     |
| 1  | 26.06.1960 | «Волинь» Луцьк     | «Колгоспник» Рівне | 0 : 1     | Чемпіонат СРСР 1960                |                                  |
| 2  | 09.10.1960 | «Колгоспник» Рівне | «Волинь» Луцьк     | 3 : 2     | Чемпіонат СРСР 1960                |                                  |
| 3  | 30.05.1961 | «Колгоспник» Рівне | «Волинь» Луцьк     | 3 : 1     | Чемпіонат СРСР 1961                |                                  |
| 4  | 05.09.1961 | «Волинь» Луцьк     | «Колгоспник» Рівне | 4 : 1     | Чемпіонат СРСР 1961                |                                  |
| 5  | 16.05.1962 | «Колгоспник» Рівне | «Волинь» Луцьк     | 4 : 0     | Чемпіонат СРСР 1962                |                                  |
| 6  | 25.07.1962 | «Волинь» Луцьк     | «Колгоспник» Рівне | 2 : 1     | Чемпіонат СРСР 1962                |                                  |
| 7  | 06.06.1963 | «Колгоспник» Рівне | «Волинь» Луцьк     | 0 : 2     | Чемпіонат СРСР 1963                |                                  |
| 8  | 11.09.1963 | «Волинь» Луцьк     | «Колгоспник» Рівне | 0 : 1     | Чемпіонат СРСР 1963                |                                  |
| 9  | 02.05.1964 | «Волинь» Луцьк     | «Колгоспник» Рівне | 1 : 0     | Чемпіонат СРСР 1964                |                                  |
| 10 | 12.07.1964 | «Колгоспник» Рівне | «Волинь» Луцьк     | 2 : 0     | Чемпіонат СРСР 1964                |                                  |
| 11 | 30.06.1965 | «Колгоспник» Рівне | «Волинь» Луцьк     | 2 : 2     | Чемпіонат СРСР 1965 15-й тур       |                                  |
| 12 | 16.09.1965 | «Волинь» Луцьк     | «Колгоспник» Рівне | 1 : 0     | Чемпіонат СРСР 1965 30-й тур       |                                  |
| 13 | 07.06.1966 | «Волинь» Луцьк     | «Колгоспник» Рівне | 1 : 2     | Кубок СРСР 1966/67 1/8 фіналу      |                                  |
| 14 | 28.06.1966 | «Колгоспник» Рівне | «Волинь» Луцьк     | 2 : 0     | Чемпіонат СРСР 1966                |                                  |
| 15 | 02.10.1966 | «Волинь» Луцьк     | «Колгоспник» Рівне | 2 : 1     | Чемпіонат СРСР 1966                |                                  |
| 16 | 19.07.1967 | «Волинь» Луцьк     | «Горинь» Рівне     | 1 : 0     | Чемпіонат СРСР 1967 21-й тур       |                                  |
| 17 | 23.07.1967 | «Горинь» Рівне     | «Волинь» Луцьк     | 3 : 1     | Чемпіонат СРСР 1967 22-й тур       |                                  |
| 18 | 26.06.1968 | «Торпедо» Луцьк    | «Горинь» Рівне     | 0 : 0     | Чемпіонат СРСР 1968                |                                  |
| 19 | 07.08.1968 | «Горинь» Рівне     | «Торпедо» Луцьк    | 1 :1      | Чемпіонат СРСР 1968                |                                  |
| 20 | 15.05.1969 | «Горинь» Рівне     | «Торпедо» Луцьк    | 2 : 0     | Чемпіонат СРСР 1969                |                                  |
| 21 | 16.08.1969 | «Торпедо» Луцьк    | «Горинь» Рівне     | 1 : 3     | Чемпіонат СРСР 1969                |                                  |
| 22 | 03.05.1970 | «Горинь» Рівне     | «Торпедо» Луцьк    | 0 : 1     | Чемпіонат СРСР 1970                |                                  |
| 23 | 18.08.1970 | «Торпедо» Луцьк    | «Горинь» Рівне     | 0 : 0     | Чемпіонат СРСР 1970                |                                  |
| 24 | 16.04.1971 | «Торпедо» Луцьк    | «Горинь» Рівне     | 1 : 0     | Чемпіонат СРСР 1971 4-й тур        |                                  |
| 25 | 11.08.1971 | «Горинь» Рівне     | «Торпедо» Луцьк    | 1 : 0     | Чемпіонат СРСР 1971 31-й тур       |                                  |
| 26 | 08.07.1977 | «Торпедо» Луцьк    | «Авангард» Рівне   | 3 : 1     | Чемпіонат СРСР 1977 23-й тур       |                                  |
| 27 | 27.10.1977 | «Авангард» Рівне   | «Торпедо» Луцьк    | 4 : 0     | Чемпіонат СРСР 1977 46-й тур       |                                  |
| 28 | 29.04.1978 | «Авангард» Рівне   | «Торпедо» Луцьк    | 5 : 1     | Чемпіонат СРСР 1978 7-й тур        |                                  |
| 29 | 13.08.1978 | «Торпедо» Луцьк    | «Авангард» Рівне   | 1 : 0     | Чемпіонат СРСР 1978 30-й тур       |                                  |
| 30 | 15.05.1979 | «Авангард» Рівне   | «Торпедо» Луцьк    | 3 : 0     | Чемпіонат СРСР 1979 9-й тур        |                                  |
| 31 | 08.09.1979 | «Торпедо» Луцьк    | «Авангард» Рівне   | 1 : 1     | Чемпіонат СРСР 1979 32-й тур       |                                  |
| 32 | 30.04.1980 | «Торпедо» Луцьк    | «Авангард» Рівне   | 1 : 1     | Чемпіонат СРСР 1980 7-й тур        |                                  |
| 33 | 15.08.1980 | «Авангард» Рівне   | «Торпедо» Луцьк    | 2 : 1     | Чемпіонат СРСР 1980 30-й тур       |                                  |
| 34 | 29.04.1981 | «Авангард» Рівне   | «Торпедо» Луцьк    | 1 : 0     | Чемпіонат СРСР 1981 7-й тур        |                                  |
| 35 | 10.08.1981 | «Торпедо» Луцьк    | «Авангард» Рівне   | 0 : 0     | Чемпіонат СРСР 1981 30-й тур       |                                  |
| 36 | 03.05.1982 | «Торпедо» Луцьк    | «Авангард» Рівне   | 1 : 1     | Чемпіонат СРСР 1982 7-й тур        |                                  |
| 37 | 12.08.1982 | «Авангард» Рівне   | «Торпедо» Луцьк    | 3 : 1     | Чемпіонат СРСР 1982 30-й тур       |                                  |
| 38 | 12.06.1983 | «Торпедо» Луцьк    | «Авангард» Рівне   | 2 : 0     | Чемпіонат СРСР 1983 21-й тур       |                                  |
| 39 | 05.08.1983 | «Авангард» Рівне   | «Торпедо» Луцьк    | 3 : 2     | Чемпіонат СРСР 1983 34-й тур       |                                  |
| 40 | 05.05.1984 | «Авангард» Рівне   | «Торпедо» Луцьк    | 1 : 0     | Чемпіонат СРСР 1984 9-й тур        |                                  |
| 41 | 22.06.1984 | «Торпедо» Луцьк    | «Авангард» Рівне   | 3 : 1     | Чемпіонат СРСР 1984 19-й тур       |                                  |
| 42 | 25.05.1985 | «Торпедо» Луцьк    | «Авангард» Рівне   | 4 : 0     | Чемпіонат СРСР 1985 15-й тур       |                                  |
| 43 | 03.06.1985 | «Авангард» Рівне   | «Торпедо» Луцьк    | 1 : 1     | Чемпіонат СРСР 1985 16-й тур       |                                  |
| 44 | 11.05.1986 | «Авангард» Рівне   | «Торпедо» Луцьк    | 1 : 2     | Чемпіонат СРСР 1986 11-й тур       |                                  |
| 45 | 07.06.1986 | «Торпедо» Луцьк    | «Авангард» Рівне   | 2 : 0     | Чемпіонат СРСР 1986 17-й тур       |                                  |
| 46 | 22.06.1987 | «Торпедо» Луцьк    | «Авангард» Рівне   | 1 : 0     | Чемпіонат СРСР 1987 27-й тур       |                                  |
| 47 | 13.07.1987 | «Авангард» Рівне   | «Торпедо» Луцьк    | 0 : 1     | Чемпіонат СРСР 1987 30-й тур       |                                  |
| 48 | 25.04.1988 | «Торпедо» Луцьк    | «Авангард» Рівне   | 3 : 2     | Чемпіонат СРСР 1988 9-й тур        |                                  |
| 49 | 14.09.1988 | «Авангард» Рівне   | «Торпедо» Луцьк    | 3 : 2     | Чемпіонат СРСР 1988 43-й тур       |                                  |
| 50 | 14.06.1989 | «Волинь» Луцьк     | «Авангард» Рівне   | 2 : 0     | Чемпіонат СРСР 1989 22-й тур       |                                  |
| 51 | 23.07.1989 | «Авангард» Рівне   | «Волинь» Луцьк     | 0 : 0     | Чемпіонат СРСР 1989 31-й тур       |                                  |
| 52 | 01.11.1992 | «Верес» Рівне      | «Волинь» Луцьк     | 2 : 1     | Чемпіонат України 1992/93 12-й тур | Снєгірьов, Каліщук - Гащин (п)   |
| 53 | 02.04.1993 | «Волинь» Луцьк     | «Верес» Рівне      | 1 : 0     | Чемпіонат України 1992/93 19-й тур | Гащин (п)                        |
| 54 | 08.10.1993 | «Верес» Рівне      | «Волинь» Луцьк     | 0 : 0     | Чемпіонат України 1993/94 10-й тур |                                  |
| 55 | 22.04.1994 | «Волинь» Луцьк     | «Верес» Рівне      | 1 : 1     | Чемпіонат України 1993/94 25-й тур | Круковець (п) - Філімонов (п)    |
| 56 | 31.07.1994 | «Верес» Рівне      | «Волинь» Луцьк     | 2 : 1     | Чемпіонат України 1994/95 4-й тур  | Філімонов. Богач - Дикий         |
| 57 | 05.06.1995 | «Волинь» Луцьк     | «Верес» Рівне      | 2 : 1     | Чемпіонат України 1994/95 31-й тур | Шубін, Круковець (п) - Довгалець |
| 58 | 04.08.1996 | «Волинь» Луцьк     | «Верес» Рівне      | 1 : 0     | Чемпіонат України 1996/97 1-й тур  | А. Тимощук                       |
| 59 | 18.09.1996 | «Верес» Рівне      | «Волинь» Луцьк     | 2 : 3     | Кубок України 1996/97 1/32 фіналу  | Вознюк, Бакалов - Голубка - 3    |
| 60 | 20.06.1997 | «Верес» Рівне      | «Волинь» Луцьк     | 0 : 1     | Чемпіонат України 1996/97 46-й тур | Дорош                            |
| 61 | 15.11.2020 | «Верес» Рівне      | «Волинь» Луцьк     | 2 : 0     | Чемпіонат України 2020/21 13-й тур | Солдат, Мірошник                 |
| 62 | 25.05.2021 | «Волинь» Луцьк     | «Верес» Рівне      | 2 : 1     | Чемпіонат України 2020/21 28-й тур | Хагназарі, Приймак - Панасенко   |

### Цікаві факти
- Переможна серія в чемпіонаті у обох команд тривала лише 3 матчі.
- Віктор Пясецький, Валерій Синюк, Семен Альтман, Юрій Дорошенко, Віктор Скоп, Володимир Фігель, Петро Галушка, Микола Салюк, Михайло Бурч, Володимир Марчук, Роман Байрашевський, Богдан Самардак, Ігор Сарнавський, Олександр Довгалець,Олег Синицький, Віталій Шевчук, Дмитро Козьбан та Сергій Сімінін виступали за обидві команди.
- Роман Покора був тренером обох команд.

### Книга
В 2019 році було видано книгу "Волинське дербі: погляд з Рівного". У виданні зібрано статистичні дані, архівні відомості та спогади учасників футбольних матчів.
Презентація відбулася 15 листопада 2019 року в «Майстерні міста Рівного».